# Kyle Lowry
Kyle Lowry (Filadelfia, 25 marzo 1986) è un cestista statunitense, professionista nella NBA con i Philadelphia 76ers.
Nato e cresciuto a Filadelfia, ha giocato per due stagioni al college a Villanova, dichiarandosi poi al Draft NBA 2006 in cui viene selezionato come ventiquattresima scelta dai Memphis Grizzlies. Viene considerato uno dei giocatori chiave dei Toronto Raptors, coi quali ha giocato per la prima volta le finali di Conference, nella stagione 2015-2016, e con cui vincerà in seguito il titolo NBA nella stagione 2018-2019. Come giocatore dei Raptors, è stato eletto per 6 volte All-Star NBA.
Con la nazionale statunitense ha vinto la medaglia d'oro alle Olimpiadi di Rio 2016.

## Caratteristiche tecniche
Lowry è un playmaker dotato di tenacia e personalità, tanto da essere definito un bulldog. Ottimo sia dal punto difensivo che offensivo, possiede un buon tiro da 3 punti ed è un ottimo passatore.

## Carriera
Ha giocato alla high school, nel ruolo di playmaker, per il liceo Cardinal Dougherty Cardinals, a Filadelfia. Nel 2004, secondo la rivista Rivals.com, è il playmaker numero 6 e il giocatore numero 28 in tutti gli Stati Uniti. 
Al primo anno da matricola al college, gioca per Villanova, dove viene nominato Big East All-Rookie e Philadelphia Big Five Rookie of the Year. Al secondo anno viene nominato nella All Big East Second Team.

### Memphis Grizzlies (2006-2009)
Viene preso come 24ª scelta al Draft NBA 2006 dai Memphis Grizzlies. Nella prima stagione da rookie, gioca 10 partite prima di fratturarsi il polso contro i Cleveland Cavaliers finendo così la stagione in anticipo. Nella stagione 2008-09, avviene la rottura con la franchigia in quanto compete per il posto da playmaker titolare con l'amico Mike Conley, che viene preferito dal nuovo head coach Lionel Hollins.

### Houston Rockets (2009-2012)
Il 19 febbraio del 2009, viene scambiato agli Houston Rockets, coi quali gioca per la prima volta i Playoffs, uscendo in semifinale contro i Los Angeles Lakers. Nella stagione 2010-11, diviene playmaker titolare, riuscendo sempre a superare il suo record di punti, e stabilendo la sua prima tripla doppia (28 punti, 11 rimbalzi e 10 assist) nella vittoria contro gli Utah Jazz per 110-108.
Nella stagione 2011-12, complice un'infezione batterica, non gioca 15 partite nelle quali viene preferito, in merito alle buone prestazioni, l'altro playmaker della squadra Goran Dragić. Alla fine della stagione viene scelto di scambiare Lowry per abbassare il tetto salariale e acquisire scelte al draft.

### Toronto Raptors (2012-2021)

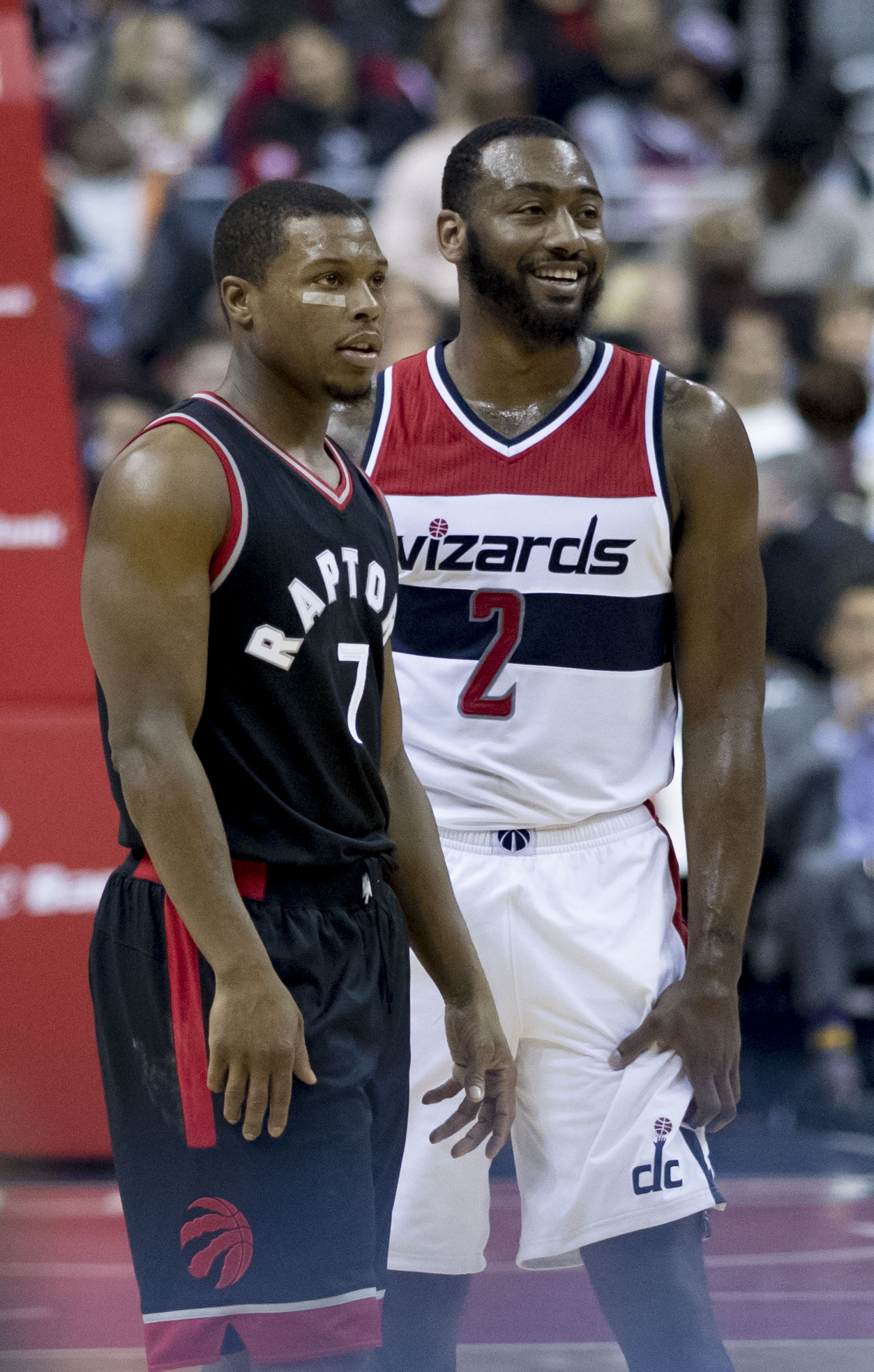
Kyle Lowry con John Wall

L'11 luglio 2012, viene scambiato con i Toronto Raptors. Nella prima stagione con il team in ricostruzione, non centra i playoff. Nella offseason viene assunto come general manager Masai Ujiri il quale crede nelle potenzialità di Lowry e nelle prime riunioni, lo sprona a cambiare mentalità e modo di gioco, ricevendo anche i consigli dal mentoring ex giocatore Chauncey Billups.
L'inizio della stagione 2013-2014, parte con un 6-12, fino a quando viene scambiato il realizzatore della squadra Rudy Gay. In seguito allo scambio, la promessa stella DeMar DeRozan e Lowry decidono di non pestarsi i piedi a vicenda per un ruolo da leader, ma di prendere insieme possesso le redini della squadra. Rapidamente i Raptors diventano una delle migliori squadre della Eastern Conference, grazie al gioco di Lowry e alla sua leadership. La stagione regolare finisce con un buon 3º posto nella Conference e 1º nell'Atlantic Division per la seconda volta nella storia della franchigia. Ai Playoffs, vengono eliminati dai Brooklyn Nets in gara 7, dopo un tiro per vincere la partita di Lowry stoppato da Paul Pierce. Nonostante l'amaro finale di stagione, per Lowry risulta essere la migliore stagione disputata con 17,9 punti, 7,4 assist e 4,7 rimbalzi durante la regular season e 21,1 punti, 4,7 assist e 4,7 rimbalzi durante i play-off. In più in stagione è stato il maggior realizzatore da 3 della squadra con 190 triple.
La stagione seguente (2014-2015) riprende come quella precedente, con Kyle che si conferma giocatore chiave, grazie ad una serie di triple doppie (4), battendo il record di franchigia precedentemente appartenuto a Damon Stoudamire con 3. Viene nominato giocatore del mese di dicembre della Eastern Conference, diventando il secondo giocatore dei Raptors a ricevere questo riconoscimento dopo Chris Bosh. Viene Nominato per la prima volta come All-Star venendo annunciato come giocatore del primo quintetto iniziale della Eastern Conference per l'NBA All-Star Weekend 2015, inoltre partecipa allo skill Challenge. La stagione regolare termina con il record di franchigia di 49-33, finendo 4º in Conference e 1º nella division. Nei Playoffs, escono al primo turno, venendo battuti dai Washington Wizards per 4-0.
La stagione 2015-16 lo vede in gran forma, salta però 18 partite per un infortunio al polso. Nei Playoffs, i Raptors riescono ad arrivare alle finali di conference, in cui Lowry tiene 20,2 punti di media, ma non riesce a evitare l'eliminazione della squadra per Cleveland Cavaliers per 4-2.
Al termine dei play-off, rifiuta 12 milioni di dollari di player option per la stagione 2017–18, diventando unrestricted free agent. A luglio rifirma per Toronto con un contratto di 3 anni a 100 milioni di dollari. A novembre supera i 6.581 punti di Andrea Bargnani diventando il 4º marcatore di sempre per i Raptors dopo avere segnato 19 punti nella sconfitta per 95-94 contro i Boston Celtics. In febbraio supera gli 11.000 punti in carriera. Nei Playoffs i Raptors vengono nuovamente battuti in semifinale dai Cleveland Cavaliers con 4-0.

### Miami Heat (2021-2024)
Il 6 agosto 2021 passa ai Miami Heat in cambio di Goran Dragić e Precious Achiuwa.
Il 23 gennaio 2024 viene ceduto agli Charlotte Hornets, da cui viene tagliato l'11 febbraio seguente.

### Philadelphia 76ers (2024-)
Il 13 febbraio 2024 si accasa ai Philadelphia 76ers.

### Nazionale
Lowry è stato membro della nazionale statunitense alle Olimpiadi di Rio 2016, vincendo la medaglia d'oro.

## Statistiche
| † | Denota le stagioni in cui ha vinto il titolo |
| * | Primo nella lega                             |

### NCAA
| Anno      | Squadra            | PG | PT | MP   | TC%  | 3P%  | TL%  | RP  | AP  | PRP | SP  | PP   |
| --------- | ------------------ | -- | -- | ---- | ---- | ---- | ---- | --- | --- | --- | --- | ---- |
| 2004-2005 | Villanova Wildcats | 24 | 5  | 23,2 | 42,1 | 22,7 | 63,5 | 3,2 | 2,0 | 1,3 | 0,2 | 7,5  |
| 2005-2006 | Villanova Wildcats | 33 | 31 | 29,3 | 46,6 | 44,4 | 78,6 | 4,3 | 3,7 | 2,3 | 0,2 | 11,0 |
| Carriera  | Carriera           | 57 | 36 | 26,7 | 44,9 | 32,5 | 73,7 | 3,8 | 3,0 | 1,9 | 0,2 | 9,5  |

#### Massimi in carriera
- Massimo di punti: 28 vs Rutgers (11 gennaio 2006)[20]
- Massimo di rimbalzi: 9 vs Connecticut (26 febbraio 2006)
- Massimo di assist: 10 vs West Virginia (8 gennaio 2006)
- Massimo di palle rubate: 7 vs Temple (31 dicembre 2005)
- Massimo di stoppate: 3 vs Seton Hall (17 gennaio 2006)
- Massimo di minuti giocati: 39 (2 volte)

### NBA

#### Regular Season
| Anno       | Squadra            | PG    | PT  | MP   | TC%  | 3P%  | TL%  | RP  | AP  | PRP | SP  | PP   |
| ---------- | ------------------ | ----- | --- | ---- | ---- | ---- | ---- | --- | --- | --- | --- | ---- |
| 2006-2007  | Memphis Grizzlies  | 10    | 0   | 17,5 | 36,8 | 37,5 | 89,3 | 3,1 | 3,2 | 1,4 | 0,1 | 5,6  |
| 2007-2008  | Memphis Grizzlies  | 82    | 9   | 25,5 | 43,2 | 25,7 | 69,8 | 3,0 | 3,6 | 1,1 | 0,3 | 9,6  |
| 2008-2009  | Memphis Grizzlies  | 49    | 21  | 21,9 | 41,2 | 24,6 | 80,1 | 2,3 | 3,6 | 1,0 | 0,2 | 7,6  |
| 2008-2009  | Houston Rockets    | 28    | 0   | 21,7 | 47,5 | 27,6 | 80,0 | 2,8 | 3,5 | 0,8 | 0,3 | 7,6  |
| 2009-2010  | Houston Rockets    | 68    | 0   | 24,3 | 39,7 | 27,2 | 82,7 | 3,6 | 4,5 | 0,9 | 0,1 | 9,1  |
| 2010-2011  | Houston Rockets    | 75    | 71  | 34,2 | 42,6 | 37,6 | 76,5 | 4,1 | 6,7 | 1,4 | 0,3 | 13,5 |
| 2011-2012  | Houston Rockets    | 47    | 38  | 32,1 | 40,9 | 37,4 | 86,4 | 4,5 | 6,6 | 1,6 | 0,3 | 14,3 |
| 2012-2013  | Toronto Raptors    | 68    | 52  | 29,7 | 40,1 | 36,2 | 79,5 | 4,7 | 6,4 | 1,4 | 0,4 | 11,6 |
| 2013-2014  | Toronto Raptors    | 79    | 79  | 36,2 | 42,3 | 38,0 | 81,3 | 4,7 | 7,4 | 1,5 | 0,2 | 17,9 |
| 2014-2015  | Toronto Raptors    | 70    | 70  | 34,5 | 41,2 | 33,8 | 80,8 | 4,7 | 6,8 | 1,6 | 0,2 | 17,8 |
| 2015-2016  | Toronto Raptors    | 77    | 77  | 37,0 | 42,7 | 38,8 | 81,1 | 4,7 | 6,4 | 2,1 | 0,4 | 21,2 |
| 2016-2017  | Toronto Raptors    | 60    | 60  | 37,4 | 46,4 | 41,2 | 81,9 | 4,8 | 7,0 | 1,5 | 0,3 | 22,4 |
| 2017-2018  | Toronto Raptors    | 78    | 78  | 32,2 | 42,7 | 39,9 | 85,4 | 5,6 | 6,9 | 1,1 | 0,2 | 16,2 |
| 2018-2019† | Toronto Raptors    | 65    | 65  | 34,0 | 41,1 | 34,7 | 83,0 | 4,8 | 8,7 | 1,4 | 0,5 | 14,2 |
| 2019-2020  | Toronto Raptors    | 58    | 58  | 36,2 | 41,6 | 35,2 | 85,7 | 5,0 | 7,5 | 1,4 | 0,4 | 19,4 |
| 2020-2021  | Toronto Raptors    | 46    | 46  | 34,8 | 43,6 | 39,6 | 87,5 | 5,4 | 7,3 | 1,0 | 0,3 | 17,2 |
| 2021-2022  | Miami Heat         | 63    | 63  | 33,9 | 44,0 | 37,7 | 85,1 | 4,5 | 7,5 | 1,1 | 0,3 | 13,4 |
| 2022-2023  | Miami Heat         | 55    | 44  | 31,2 | 40,4 | 34,5 | 85,9 | 4,1 | 5,1 | 1,0 | 0,4 | 11,2 |
| 2023-2024  | Miami Heat         | 37    | 35  | 28,0 | 42,6 | 38,5 | 83,3 | 3,5 | 4,0 | 1,1 | 0,4 | 8,2  |
| 2023-2024  | Philadelphia 76ers | 23    | 20  | 28,4 | 44,4 | 40,4 | 84,8 | 2,8 | 4,6 | 0,9 | 0,3 | 8,0  |
| 2024-2025  | Philadelphia 76ers | 35    | 12  | 18,8 | 35,0 | 33,0 | 81,8 | 1,9 | 2,7 | 0,9 | 0,3 | 3,9  |
| Carriera   | Carriera           | 1.173 | 898 | 31,3 | 42,3 | 36,8 | 81,5 | 4,2 | 6,1 | 1,3 | 0,3 | 13,9 |
| All-Star   | All-Star           | 6     | 2   | 22,3 | 35,4 | 27,1 | 100  | 4,2 | 6,7 | 2,3 | 0,2 | 10,5 |

#### Play-off
| Anno     | Squadra            | PG  | PT  | MP   | TC%  | 3P%  | TL%   | RP  | AP  | PRP | SP  | PP   |
| -------- | ------------------ | --- | --- | ---- | ---- | ---- | ----- | --- | --- | --- | --- | ---- |
| 2009     | Houston Rockets    | 13  | 0   | 19,5 | 33,3 | 25,0 | 74,2  | 2,9 | 2,5 | 0,9 | 0,1 | 5,3  |
| 2014     | Toronto Raptors    | 7   | 7   | 38,7 | 40,4 | 39,5 | 87,8  | 4,7 | 4,7 | 0,9 | 0,0 | 21,1 |
| 2015     | Toronto Raptors    | 4   | 4   | 32,8 | 31,6 | 21,7 | 72,7  | 5,5 | 4,8 | 1,3 | 0,0 | 12,3 |
| 2016     | Toronto Raptors    | 20  | 20  | 38,3 | 39,7 | 30,4 | 75,0  | 4,7 | 6,0 | 1,6 | 0,2 | 19,1 |
| 2017     | Toronto Raptors    | 8   | 8   | 37,6 | 46,2 | 34,2 | 81,8  | 3,1 | 5,9 | 1,5 | 0,5 | 15,8 |
| 2018     | Toronto Raptors    | 10  | 10  | 36,1 | 50,8 | 44,4 | 81,3  | 4,3 | 8,5 | 1,5 | 0,0 | 17,4 |
| 2019†    | Toronto Raptors    | 24  | 24  | 37,5 | 44,0 | 35,9 | 80,2  | 4,9 | 6,6 | 1,3 | 0,3 | 15,0 |
| 2020     | Toronto Raptors    | 11  | 11  | 37,5 | 41,9 | 31,9 | 80,0  | 6,5 | 5,8 | 1,7 | 0,7 | 17,7 |
| 2022     | Miami Heat         | 10  | 10  | 29,5 | 29,1 | 24,1 | 78,9  | 3,6 | 4,7 | 1,2 | 0,7 | 7,8  |
| 2023     | Miami Heat         | 23  | 1   | 26,0 | 42,5 | 37,5 | 93,9* | 3,5 | 4,4 | 1,0 | 0,6 | 9,2  |
| 2024     | Philadelphia 76ers | 6   | 6   | 29,2 | 34,4 | 33,3 | 80,0  | 3,5 | 4,0 | 1,0 | 0,7 | 7,0  |
| Carriera | Carriera           | 136 | 101 | 32,8 | 41,1 | 33,8 | 80,3  | 4,3 | 5,4 | 1,3 | 0,4 | 13,5 |

#### Massimi in carriera
- Massimo di punti: 43 vs Cleveland Cavaliers (26 febbraio 2016)[21]
- Massimo di rimbalzi: 14 vs Los Angeles Lakers (1º agosto 2020)
- Massimo di assist: 19 vs Boston Celtics (4 marzo 2021)
- Massimo di palle rubate: 7 vs Miami Heat (13 marzo 2015)
- Massimo di stoppate: 4 (3 volte)
- Massimo di minuti giocati: 54 vs Washington Wizards (27 febbraio 2014)

### Cronologia presenze e punti in Nazionale
| Cronologia completa delle presenze e dei punti in Nazionale - Stati Uniti | Cronologia completa delle presenze e dei punti in Nazionale - Stati Uniti | Cronologia completa delle presenze e dei punti in Nazionale - Stati Uniti | Cronologia completa delle presenze e dei punti in Nazionale - Stati Uniti | Cronologia completa delle presenze e dei punti in Nazionale - Stati Uniti | Cronologia completa delle presenze e dei punti in Nazionale - Stati Uniti | Cronologia completa delle presenze e dei punti in Nazionale - Stati Uniti | Cronologia completa delle presenze e dei punti in Nazionale - Stati Uniti |
| Data                                                                      | Città                                                                     | In casa                                                                   | Risultato                                                                 | Ospiti                                                                    | Competizione                                                              | Punti                                                                     | Note                                                                      |
| ------------------------------------------------------------------------- | ------------------------------------------------------------------------- | ------------------------------------------------------------------------- | ------------------------------------------------------------------------- | ------------------------------------------------------------------------- | ------------------------------------------------------------------------- | ------------------------------------------------------------------------- | ------------------------------------------------------------------------- |
| 22-7-2016                                                                 | Las Vegas                                                                 | Stati Uniti                                                               | 111 - 74                                                                  | Argentina                                                                 | Amichevole                                                                | 2                                                                         | [ 22 ]                                                                    |
| 24-7-2016                                                                 | Los Angeles                                                               | Stati Uniti                                                               | 106 - 57                                                                  | Cina                                                                      | Amichevole                                                                | 5                                                                         | [ 23 ]                                                                    |
| 26-7-2016                                                                 | Oakland                                                                   | Stati Uniti                                                               | 107 - 57                                                                  | Cina                                                                      | Amichevole                                                                | 5                                                                         | [ 24 ]                                                                    |
| 29-7-2016                                                                 | Chicago                                                                   | Stati Uniti                                                               | 80 - 45                                                                   | Venezuela                                                                 | Amichevole                                                                | 4                                                                         | [ 25 ]                                                                    |
| 1-8-2016                                                                  | Houston                                                                   | Stati Uniti                                                               | 106 - 57                                                                  | Nigeria                                                                   | Amichevole                                                                | 8                                                                         | [ 26 ]                                                                    |
| 6-8-2016                                                                  | Rio de Janeiro                                                            | Stati Uniti                                                               | 119 - 62                                                                  | Cina                                                                      | Olimpiadi 2016 - Fase a gironi                                            | 7                                                                         |                                                                           |
| 8-8-2016                                                                  | Rio de Janeiro                                                            | Stati Uniti                                                               | 113 - 69                                                                  | Venezuela                                                                 | Olimpiadi 2016 - Fase a gironi                                            | 5                                                                         |                                                                           |
| 10-8-2016                                                                 | Rio de Janeiro                                                            | Australia                                                                 | 88 - 98                                                                   | Stati Uniti                                                               | Olimpiadi 2016 - Fase a gironi                                            | 7                                                                         |                                                                           |
| 12-8-2016                                                                 | Rio de Janeiro                                                            | Stati Uniti                                                               | 94 - 91                                                                   | Serbia                                                                    | Olimpiadi 2016 - Fase a gironi                                            | 2                                                                         |                                                                           |
| 14-8-2016                                                                 | Rio de Janeiro                                                            | Stati Uniti                                                               | 100 - 97                                                                  | Francia                                                                   | Olimpiadi 2016 - Fase a gironi                                            | 0                                                                         |                                                                           |
| 17-8-2016                                                                 | Rio de Janeiro                                                            | Stati Uniti                                                               | 105 - 78                                                                  | Argentina                                                                 | Olimpiadi 2016 - Quarti di finale                                         | 5                                                                         |                                                                           |
| 19-8-2016                                                                 | Rio de Janeiro                                                            | Spagna                                                                    | 76 - 82                                                                   | Stati Uniti                                                               | Olimpiadi 2016 - Semifinale                                               | 9                                                                         |                                                                           |
| 21-8-2016                                                                 | Rio de Janeiro                                                            | Serbia                                                                    | 66 - 96                                                                   | Stati Uniti                                                               | Olimpiadi 2016 - Finale                                                   | 5                                                                         |                                                                           |
| Totale                                                                    |                                                                           | Presenze                                                                  | 13                                                                        |                                                                           | Punti                                                                     | 64                                                                        |                                                                           |

## Palmarès

### Club
- Campionato NBA: 1

Toronto Raptors: 2019

### Individuale
- 6 volte NBA All-Star: 2015, 2016, 2017, 2018, 2019, 2020
- All-NBA Team:

Third Team: 2016
- Diciannovesimo per numero di assist di sempre NBA

### Nazionale
- Oro olimpico: 1

Stati Uniti: 2016